# Tóth család (kiskéri és nagykéri)
Kis- és nagykéri Tóth család egy Nyitra vármegyei és Verebélyi széki valószínűleg egyházi nemesi eredetű család.
Az 1570-es esztergomi szandzsák oszmán defterében Nagykéren Tót Mihály és fia Gergely szerepeltek, de a szomszédos Berencsen is összeírtak Tót nevűeket.
Egyházi nemesi család volt még az alsószőlősi Tót család is, melyet a szakirodalom 1600-ból említ először. A család Kismányára és Nemeskajalra is elszármazott.
1652. március 20-án Tóth István és fiai István és János, illetve testvére Mihály kapott címeres nemeslevelet III. Ferdinánd magyar királytól. Az armálist 1652-ben hirdették ki a verebélyi székben, majd 1697-ben Komárom vármegyében. Átiratai 1829-ből és 1838-ból is ismertek.
1664-ben az újvári ejálet oszmán defterében Nagykéren Tót István, Tót Andris legény, Tót István, Tót Márton és Tót Jancsi szerepeltek.
1696-ban ifj. Tóth István szerepel a nagykéri nemesek között.
1699-ben Kiskéren többekkel Tóth János kapott új adományt Kollonich Lipót érsektől. 1700-ban Nagykéren Tóth János és István kaptak adományt, de ugyanezen időben Bajcson, Kiscétényben, Nemesdicskén, Tardoskedden és Verebélyen is felbukkantak Tóth nevűek. 1711-ben Tóth Jánost és Istvánt írták össze Nagykéren.
1744-ben Kocson lakó néhai Tóth István fiai János, András és István nemességvizsgálata szerint, apjuk Jánostól származott és Nagykérről költözött Kocsra.
1778-ban Jánosnak fia id. György végrendeletén pereskedtek, mivel az halála előtt nem volt hajlandó egyenlő részben gyermekeire hagyni az örökséget, s ebből kifolyólag ifj. György felesége Újfalussy Zsuzsanna is nagyban hozzájárult a kiskéri házhely tönkretételéhez. 1778-ban Tóth Ferenc fia Ferenc kiűzte Újfalussy Zsuzsannát a nagykéri hegy pincés szőlőjéből, mondván semmi köze hozzá (a szőlőt még Tóth János szerezte). 1820-ban Tóth János végrendelkezett Nagykéren, örököse elsősorban felesége volt, gyermekeket nem említ.
A család tagjai a 19. században Fegyverneken is éltek.
Tóth János 18. század második feléből származó pecsétjein címerpajzsban háromágú virág, sisakdíszben pedig 3 virágot tartó griff látható. Ismeretlen által használt címer, melynek pajzsában szablyát tartó farkas, sisakdíszben pedig széttartott szárnyú sas volt. A szépirodalomban Karaszy-Csaby Ödön emlékezett meg a családról.

## Neves családtagok

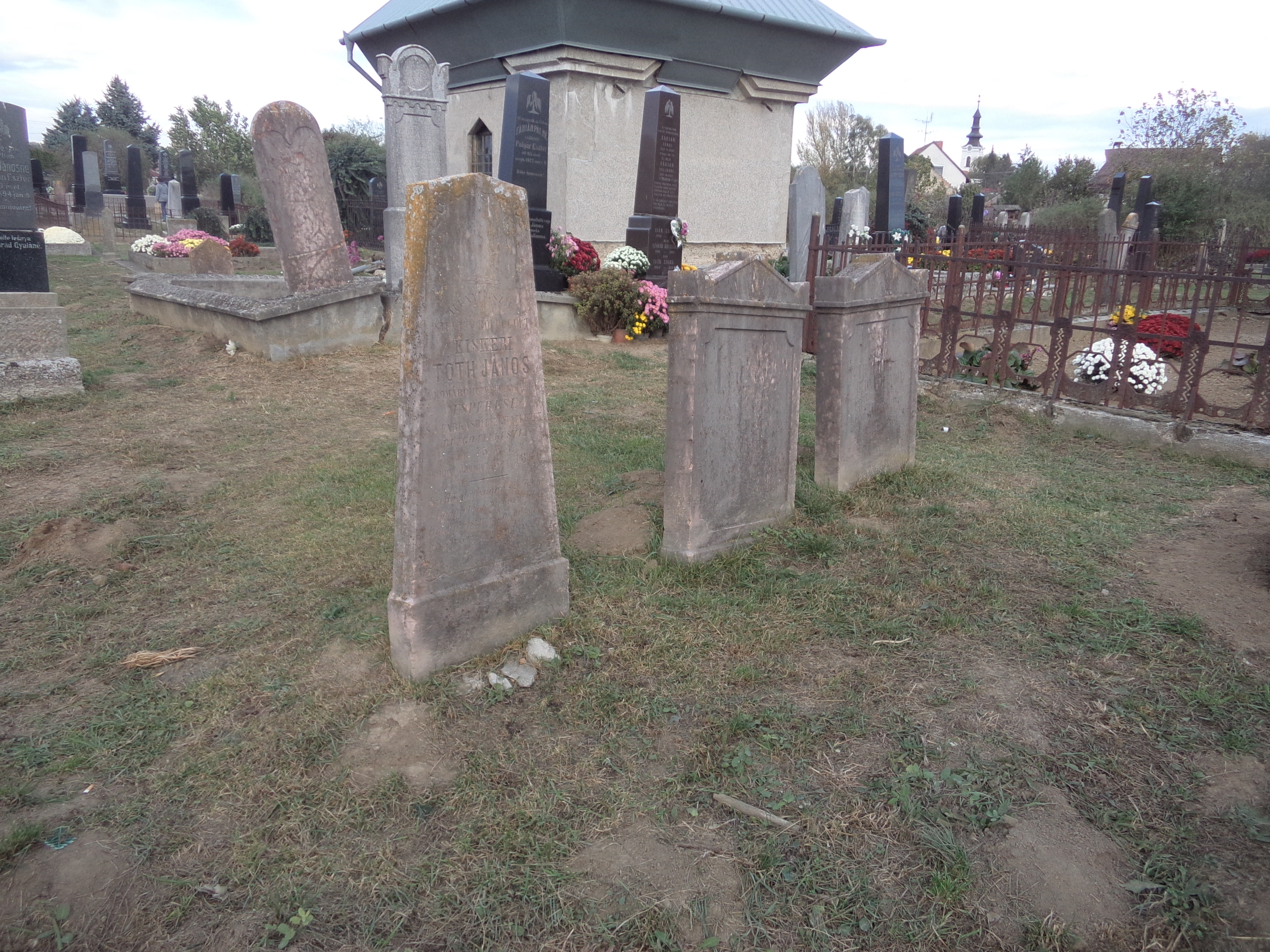
Vágfarkasdi temető
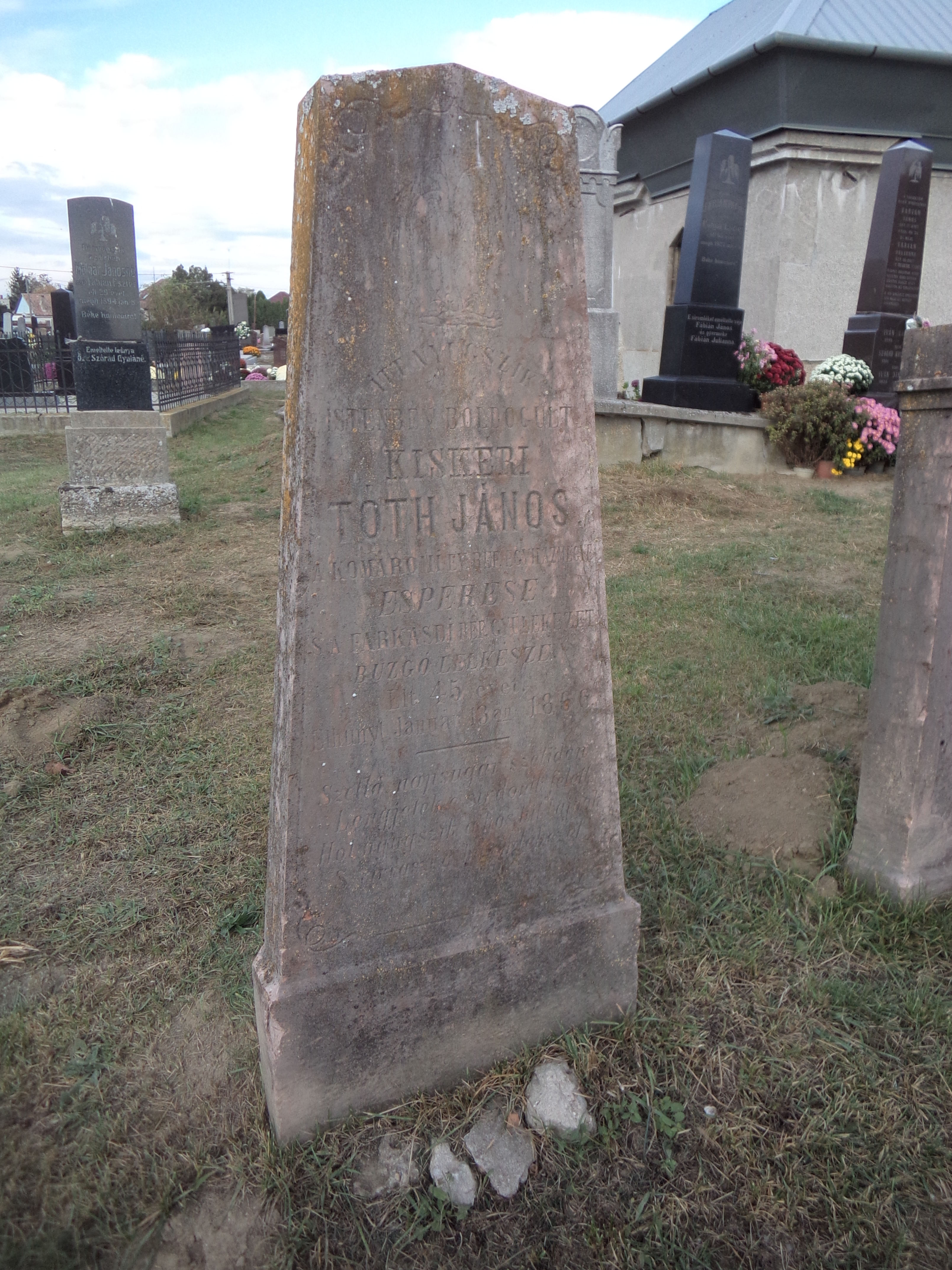
Kiskéri Tóth János református esperes sírja Vágfarkasdon
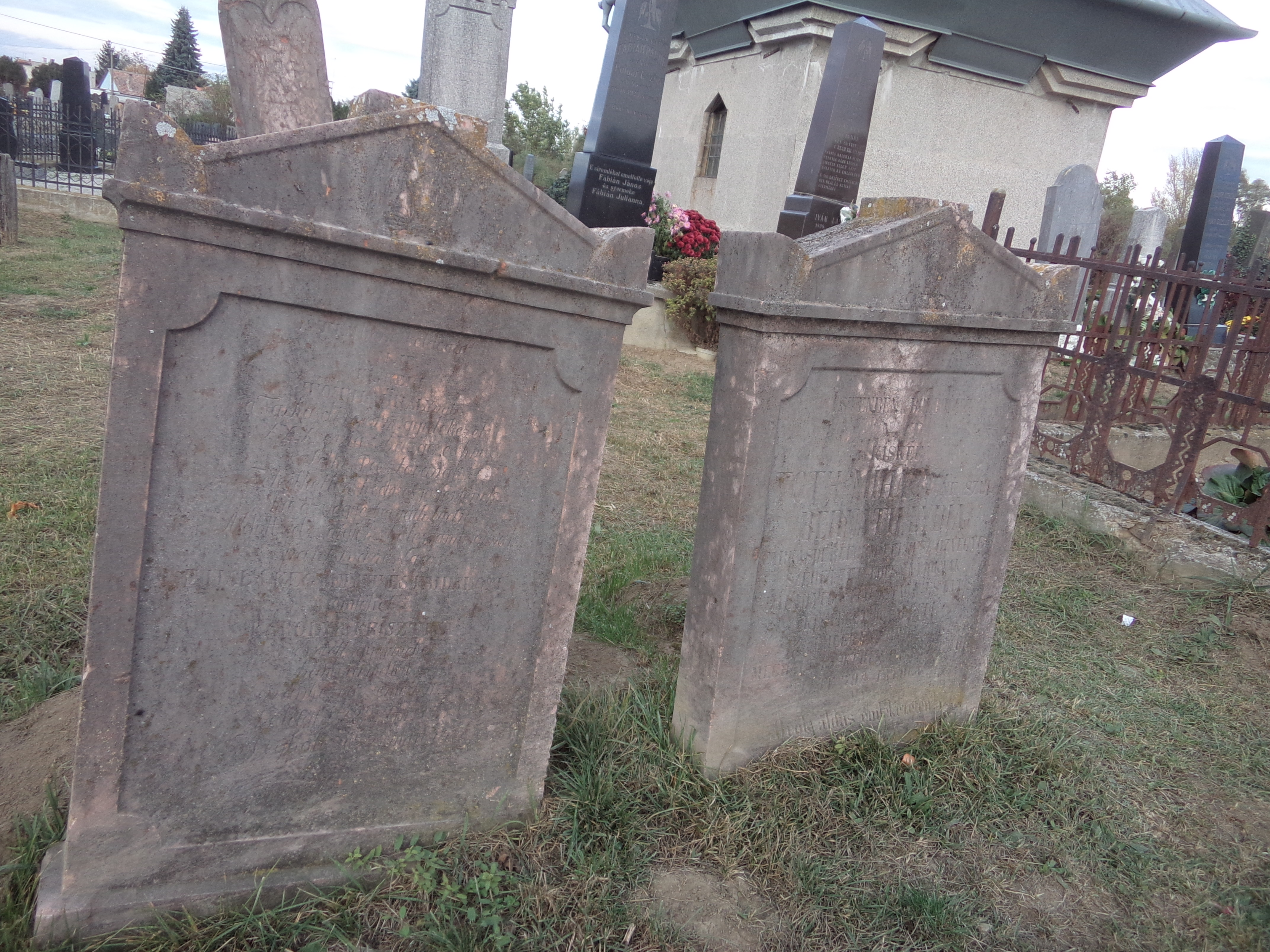
Kiskéri Tóth Mihály lelkész sírja Vágfarkasdon
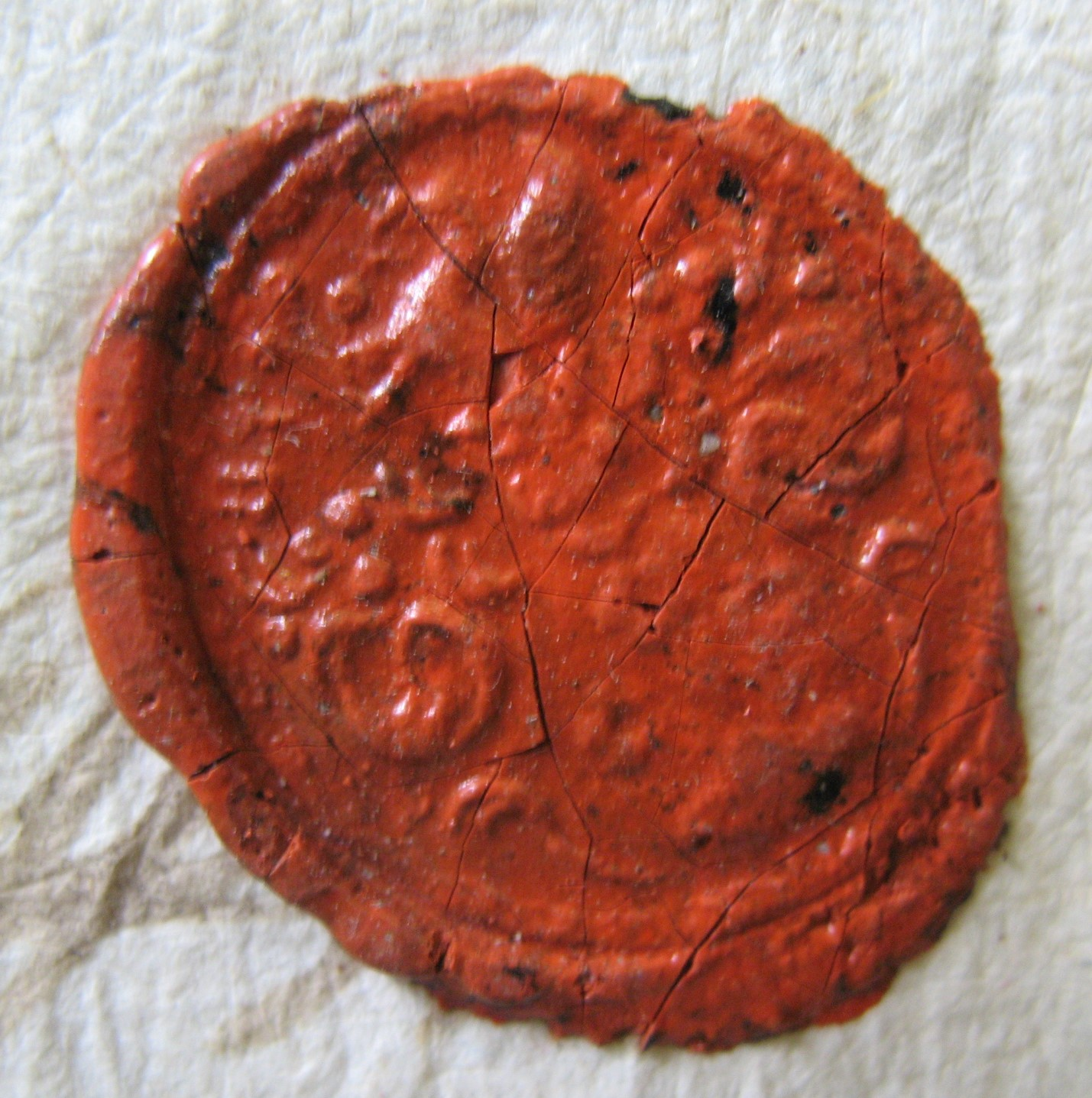
Tóth János esküdt 1763-as pecsétlenyomata
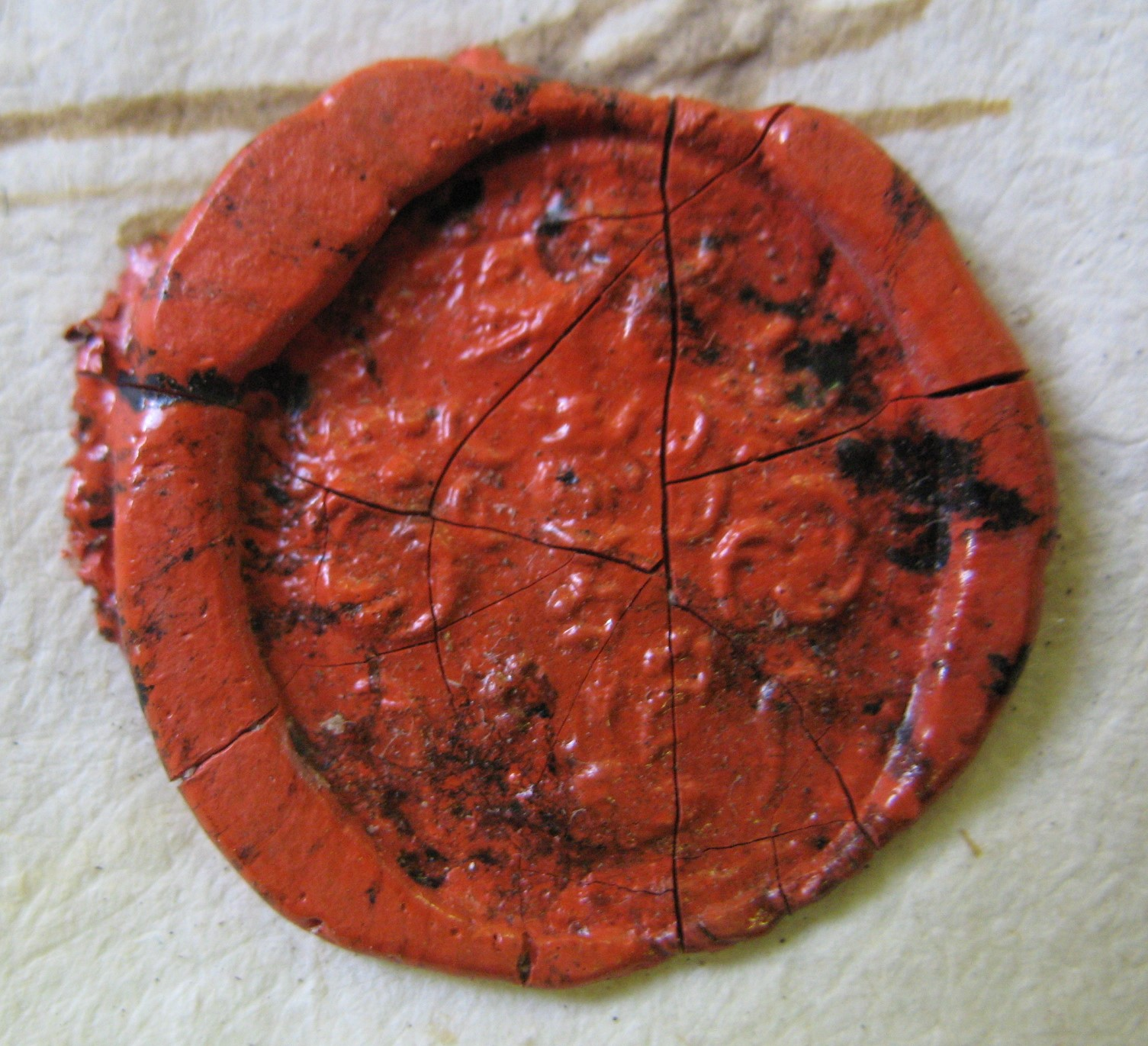
Tóth János esküdt 1775-ös pecsétlenyomata

- Tóth Pál a verebélyi szék esküdtje
- Tóth János a verebélyi és szentgyörgyi szék esküdtje 1753-ban,[15] 1766-ban és 1767-ben,[16] 1775-ben és 1779-ben[17]
- Kiskéri Tóth János (1820 körül - 1902) honvédszázados.[18]
- Kiskéri Tóth János (?-1866) a komáromi református egyházmegye esperese, vágfarkasdi lelkész
- Kiskéri Tóth Mihály lelkész
- Nagykéri Tóth Kálmán (?-1900) rédei református tanító
- Kiskéri Tóth Lajos nyitrai ügyvéd
- Kiskéri Tóth Jenő főorvos
- Nagykéri Tóth Gyula (Réde, 1893-?) zámolyi tanító[19]
- Nagykéri Tóth Béla főjegyző.
- Nagykéri Tóth Géza Fejér vármegyei árvaszéki jegyző
- Nagykéri Tóth Géza főiskolai tanár, tanügyi főtanácsos
- Kiskéri Tóth Gizi énekesnő
- Kiskéri Tóth Elemér (Dunaharaszti, 1898-?) tartalékos főhadnagy
- Kiskéri Tóth Miklós százados, szegedi 47. munkásszázad parancsnok